# Jordánské královské letectvo

Jordánská Mirage a americká F-16 v 90. letech nad Irákem

Jordánské královské letectvo (RJAF; arabsky سلاح الجو الملكي الأردني‎) je součástí Jordánských ozbrojených sil.
Založeno bylo v roce 1955, nicméně první základny byly v zemi budovány už od roku 1931 v rámci Royal Air Force. Sloužilo v něm množství americké, britské či francouzské techniky, včetně strojů Hawker Hunter, Lockheed F-104 Starfighter nebo Dassault Mirage F1. V 90. letech letectvo obdrželo stroje General Dynamics F-16 Fighting Falcon. Letectvo operuje s cca 450 letadly a slouží v něm asi 12 000 osob.
Účastnilo se šestidenní války, války v Zálivu a v letech 2015/2016 bylo zapojeno do náletů proti Islámskému státu, které zesílily po tom, co byl za živa upálen zajatý pilot jordánského letectva Maáz Kasásba.

## Přehled letecké techniky
Tabulka obsahuje přehled letecké techniky jordánského letectva podle Flightglobal.com.
| Název                                 | Fotografie     | Původ              | Určení                                            | Verze                | Ve službě      | Poznámky                                                |                |
| Bojové letouny                        | Bojové letouny | Bojové letouny     | Bojové letouny                                    | Bojové letouny       | Bojové letouny | Bojové letouny                                          | Bojové letouny |
| ------------------------------------- | -------------- | ------------------ | ------------------------------------------------- | -------------------- | -------------- | ------------------------------------------------------- | -------------- |
| Air Tractor AT-802                    |                | USA                | lehký bojový letoun                               | AT-802I              | 6              | Vyzbrojená varianta původně zemědělského letounu.       |                |
| General Dynamics F-16 Fighting Falcon |                | USA                | víceúčelový bojový letoundvoumístný bojový letoun | F-16AMF-16BM         | 4613           |                                                         |                |
| Speciální letouny                     |                |                    |                                                   |                      |                |                                                         |                |
| Air Tractor AT-802                    |                | USA                | průzkumný letoun                                  | AT-802 Recce         | 4              |                                                         |                |
| CASA CN-235                           |                | Španělsko          | letadlo palebné podpory                           |                      | 2              | Stroje podléhají velitelství speciálních sil Jordánska. |                |
| Dopravní a transportní letouny        |                |                    |                                                   |                      |                |                                                         |                |
| Antonov An-28                         |                | Polsko             | lehký transportní letoun                          | PZL M28 Skytruck     | 2              |                                                         |                |
| CASA C-212 Aviocar                    |                | Španělsko          | lehký transportní letoun                          |                      | 1              |                                                         |                |
| CASA C-295                            |                | Evropská unie      | taktický transportní letoun                       |                      | 2              |                                                         |                |
| Cessna 208 Caravan                    |                | USA                | užitkový letoun                                   |                      | 6              |                                                         |                |
| Lockheed C-130 Hercules               |                | USA                | taktický transportní letoun                       | C-130E/H             | 7              |                                                         |                |
| Vrtulníky                             |                |                    |                                                   |                      |                |                                                         |                |
| Bell AH-1 Cobra                       |                | USA                | bitevní vrtulník                                  | AH-1E/F              | 47             |                                                         |                |
| Bell UH-1 Iroquois                    |                | USA                | víceúčelový vrtulník                              | UH-1H                | 36             |                                                         |                |
| Boeing AH-6                           |                | USA                | lehký bitevní vrtulník                            | AH-6i                | 7              | Objednáno dalších 18 kusů.                              |                |
| Eurocopter AS332 Super Puma           |                | Francie            | transportní vrtulník                              | H215M                | 10             |                                                         |                |
| Eurocopter AS 350                     |                | Evropská unie      | lehký víceúčelový vrtulník                        | H125M                | 7              |                                                         |                |
| Eurocopter EC 635                     |                | Evropská unie      | lehký užitkový vrtulník                           | H135M                | 9              |                                                         |                |
| Mil Mi-26                             |                | Rusko              | těžký transportní vrtulník                        |                      | 0              | Objednány 4 kusy.                                       |                |
| Sikorsky UH-60 Black Hawk             |                | USA                | transportní vrtulník                              | Sikorsky S-70/UH-60L | 10             |                                                         |                |
| Cvičná letadla                        |                |                    |                                                   |                      |                |                                                         |                |
| CASA C-101 Aviojet                    |                | Španělsko          | proudový cvičný letoun                            |                      | 13             |                                                         |                |
| Grob G 120                            |                | Německo            | cvičný letoun pro základní výcvik                 | Grob G 120TP         | 0              | Objednáno 10 kusů.                                      |                |
| Pilatus PC-21                         |                | Švýcarsko          | cvičný letoun                                     |                      | 2              | Objednáno celkem 8 kusů.                                |                |
| Robinson R44                          |                | USA                | cvičný vrtulník                                   |                      | 8              |                                                         |                |
| Slingsby T67 Firefly                  |                | Spojené království | cvičný letoun pro základní výcvik                 | T67M260              | 24             |                                                         |                |